# Metapanax
Metapanax là chi thực vật có hoa trong họ Araliaceae.